# Presbytis sumatrana
Presbytis sumatrana is een zoogdier uit de familie van de apen van de Oude Wereld (Cercopithecidae). De wetenschappelijke naam van de soort werd voor het eerst geldig gepubliceerd door S. Müller & Schlegel in 1841.

## Voorkomen
De soort komt voor in het noorden van Sumatra.